# Ejercicio Joint Warrior
Ejercicio Joint Warrior  es un importante ejercicio militar multinacional bianual que tiene lugar en el Reino Unido, principalmente en el noroeste de Escocia. Es el sucesor de los ejercicios Neptune Warrior y Joint Maritime Course.
Joint Warrior está organizado por el Ministerio de Defensa del Reino Unido y es el ejercicio militar más grande de Europa  y puede involucrar hasta 13.000 militares, de las tres fuerzas armadas británicas, la OTAN y otros países aliados. Hasta 50 buques de guerra, 75 aviones y numerosas unidades terrestres participan en un ejercicio típico. Las operaciones incluyen asaltos aéreos, aterrizajes anfibios y entrenamiento en contrainsurgencia, contra piratería y guerra interestatal. Los ejercicios con fuego real se llevan a cabo en varios campos de tiro. Los ejercicios Joint Warrior tienen lugar en primavera y otoño y tienen una duración de dos semanas.
El ejercicio tiene como objetivo proporcionar un entorno de formación de amenazas múltiples donde los participantes participan en la formación colectiva en preparación para el despliegue como una Fuerza de Tarea Conjunta Combinada. Joint Warrior también proporciona un paquete de entrenamiento a cada unidad participante que se concentra en su rol de especialista, pero dentro de un escenario de guerra más amplio.

## Referencias

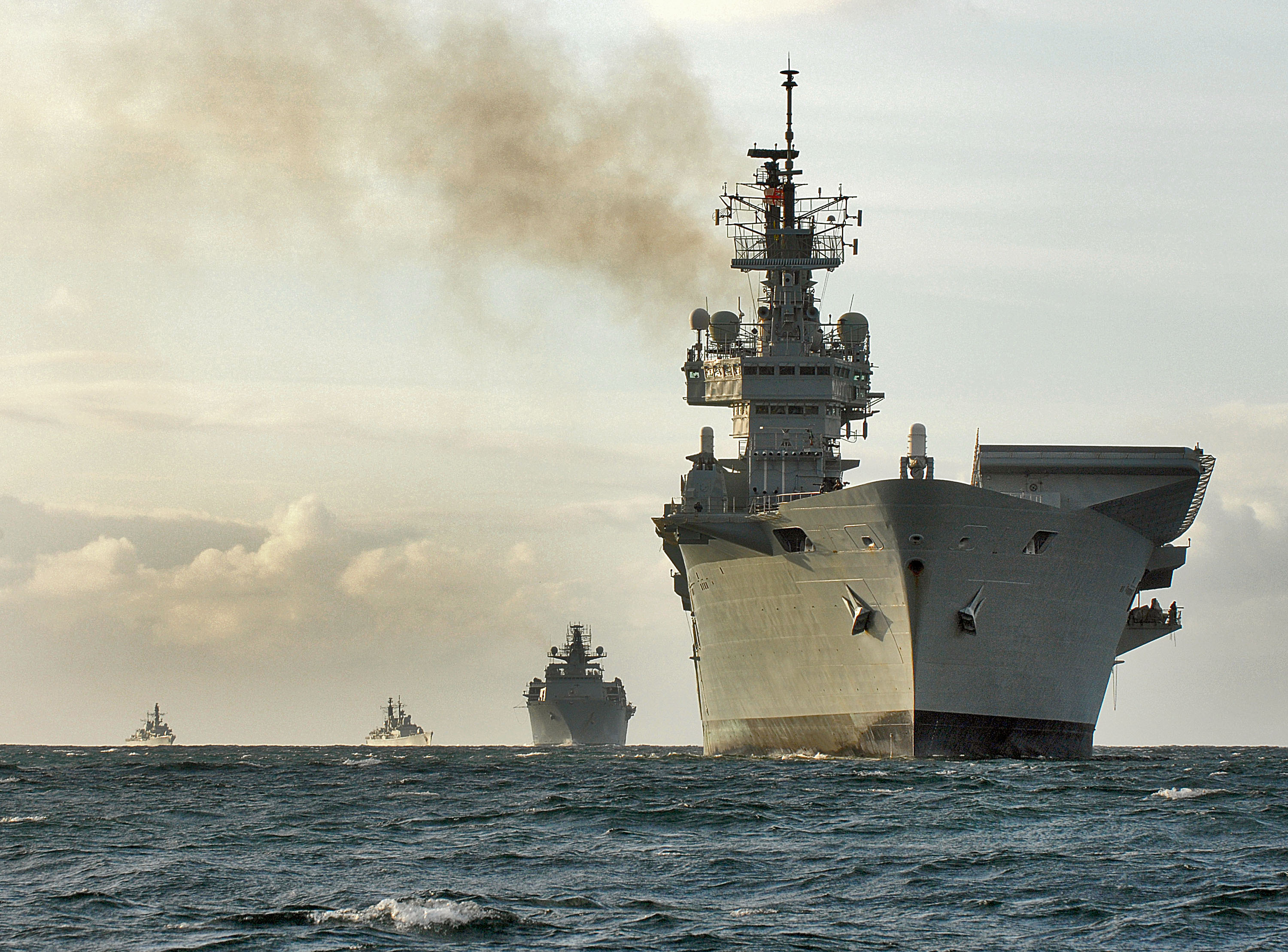
ARK Heads to the "Tail of the Bank" Anchorage MOD 45148864